# St. Ulrich (Wiesenbach)
Die evangelische Kirche St. Ulrich steht im Ortsteil Wiesenbach von Blaufelden, einer Gemeinde im Landkreis Schwäbisch Hall in Baden-Württemberg. Das Bauwerk ist beim Landesamt für Denkmalpflege Baden-Württemberg als Baudenkmal eingetragen. Die Kirchengemeinde gehört zum Kirchenbezirk Crailsheim-Blaufelden der Evangelischen Landeskirche in Württemberg.

## Beschreibung
Die Saalkirche, eine ehemalige Wehrkirche, besteht aus einem Langhaus und einem Chorturm im Osten, der im Kern aus dem 13. Jahrhundert stammt. 1835 wurde das Langhaus mit einem Geschoss aus Holzfachwerk aufgestockt, das als Bodenspeicher dient, und mit einem Krüppelwalmdach bedeckt. Das oberste Geschoss des Chorturms beherbergt die Turmuhr und den Glockenstuhl. Darauf sitzt ein achtseitiger Helm.
Im Innenraum des Langhauses wurden 1580 Emporen eingebaut. Seine Decke aus Stuck erhielt er im 18. Jahrhundert. Der Innenraum des Chors, d. h. der des Erdgeschosses des Chorturms, wurde 1502 mit einem Netzrippengewölbe überspannt. Zur Kirchenausstattung gehört eine Kreuzigungsgruppe aus dem 18. Jahrhundert.